# Иглесиас, Хулио (младший)
Ху́лио Игле́сиас-младший (исп. Julio Iglesias Jr., Ху́лио Хосе́ Игле́сиас Пре́йслер, англ. Julio José Iglesias Preysler; род. 25 февраля 1973, Мадрид) — испанский певец и модель.

## Ранние годы
Хулио Хосе Иглесиас Прейслер родился в 1973 году в Мадриде. Отец — испанский певец Хулио Иглесиас, мать — испано-филиппинская журналистка и телеведущая Исабель Прейслер. Младший брат журналистки Chabeli Iglesias и старший брат Энрике Иглесиаса. Когда в 1979 году его родители развелись, переехал в Майами и продолжил жить с отцом. Обучался в частном колледже Menlo College, расположенном в Силиконовой долине. Снимался в сериале Out of the Blue, работал на телеканале Travel Channel и в ходе съёмок туристического шоу побывал в Латинской Америке.

## Карьера
При помощи отца и своего менеджера Darius Jordi Lassus начал карьеру в модельном бизнесе. Благодаря менеджеру был заключён эксклюзивный контракт с нью-йоркским модельным агентством Ford Models. Принимал участие в рекламной кампании Versace. Вскоре после этого подписал контракт с Рубеном Маларетом для расширения англоязычной аудитории. Самыми заметными достижениями на тот момент являлись участие в Шоу Опры Уинфри, съёмка в рекламе Gap и участие в показе дизайнера John Bartlett VII на Sixth Fashion Show.
Хулио Иглесиасу поступали предложения сняться в двух мыльных операх: одно от компании Televisa, а второе — принять участие в сериале «Все мои дети» — от компании ABC. Также ему поступало предложение исполнить главную роль в мюзикле «Бриолин». Однако он отказался от этих предложений, чтобы сосредоточиться на музыкальной карьере. Подписав контракт с Epic Records, он отправился в Майами для записи дебютного альбома. Альбом, записанный при участии Rodolfo Castillo и получивший название Under My Eyes, вышел в 1999 году, однако не достиг каких-либо успехов в США. После этого Хулио прекратил сотрудничество с Epic Records.
В 2007 году Хулио Иглесиас появился в нескольких фотосессиях для журнала ¡Hola!. А также поучаствовал в испанском шоу Club de Flo. Шоу не показало высоких рейтингов и после нескольких эпизодов его показ был отменён. Хулио возвращается обратно в Испанию и проживает там со своей матерью. Принимал участие в испанской версии телешоу «Танцы со звёздами», а также исполнил главную роль в драматическом фильме The Music of You.
В следующем году одержал победу в телевизионном реалити-шоу Gone Country и получил возможность при работе над своим синглом «The Way I Want You» посотрудничать с продюсером John Rich.
В 2014 году Хулио Иглесиас присоединился к группе Latin Lovers. В том же году группа выпустила одноимённый альбом.
В 2015 году впервые вышел на одну сцену с отцом.

## Личная жизнь
В октябре 1999 года сменил имя на Хулио Иглесиас-младший.
В мае 2011 года, после восьми лет знакомства, обручился с бельгийской топ-моделью Charisse Verhaert. Свадебная церемония прошла 3 ноября 2012 года в Испании.

## Дискография
- 1999 — Under My Eyes
- 2003 — Tercera Dimension
- 2008 — Por la Mitad
- 2014 — Latin Lovers
- 2016 — Únicos en Concierto
- 2020 — Timeless
- 2023 — Under the Covers